# 孫昌裔
孫昌裔（1565年—？年），字子長，號鳳林，福建福州府閩縣人，明朝政治人物。

## 生平
嘉靖四十四年（1565年）出生。萬曆三十一年（1603年）癸卯科福建乡试第三十五名舉人，三十八年庚戌科會試一百三十三名，第三甲第五十三名進士。都察院觀政，本年改浙江湖州府學教授，四十一年陞國子監學正，四十三年陞戶部浙江司主事，榷浒墅钞关，擢户部郎中，出守杭州府，天启二年（1622年）二月举卓异，赐宴礼部，升为本省按察司副使，管屯田水利，五月寻改提督浙江学政，得人为盛，有求不获者，从中中傷之，昌裔即治装归。崇祯末年去世。

## 家族
曾祖孫文海；祖父孫廷枝，庠生、封文林郎崇德知縣；父孫承謨，癸未進士、浙江崇德知縣；母林氏（封孺人）。永感下，妻鄭氏。
兄昌胤；昌祚；昌樑；昌業。弟昌基（庠生）；昌國；昌會；昌運（庠生）；昌齡；昌圖（庠生）；昌曆；昌泰；昌禧（庠生）；昌祖（庠生）；昌全；昌明；昌榮。
子祖穀；玉穀；鳳雛。
从弟孙昌祖，举天启四年（1624年）甲子科举人，以闱策刺魏珰，罚停会试三科，与艾南英、谢于道、程科会三人，诏颁名天下，以禁闱中之讥讪朝政者。庚辰成进士，任嘉兴府推官，以仁明称。
子孙学稼，潜心稽古，不求荣进，著有《兰雪轩草》。